# Ola Sivhed
Per Ola Sivhed, född 26 mars 1966 i Trelleborg, är en svensk konstnär, dekorationsmålare och illustratör.
Sivhed utbildade sig på 1980-talet till målare i Trelleborg på inrådan av sin morfar Egil Hansson. Det var också denne som några år senare blev hans läromästare i dekorationsmålning, en yrkesbana som inleddes 1990. Innan dess hade Sivhed bredvid måleriet arbetat som illustratör och bland annat tecknat Bamse för Hemmets Journal och illustrerat skivkonvolut för Heavy Metal-band. Sivhed breddade sin utbildning i perioder hos Kjell Wiklund och Sune Rudnert.
2004 flyttade Sivhed från Limhamn till Brantevik där hans konstnärliga karriär tog fart. I föreställningen ”Red Hot Tango Painting” från 2007 skapar Sivhed inför livepublik ett konstverk i rött ackompanjerat av tangoorkestern Típica Tangarte.
Sivheds konstnärskap sträcker sig från illustrationer, dekorationsmåleri och porträtt till skulptur, performances och installationer. 2019 påbörjade Sivhed sitt största konstprojekt, ”The 4 elements”. "The 4 elements" är ett konstkoncept bestående av fyra separata verk som representerar de fyra elementen: WATER, EARTH, AIR och FIRE. 2022 ställde Sivhed ut WATER på Biennale of Contemporary Art på Seychellerna, inbjuden av landets president. Sivhed har efter utställningen på Seychellerna erhållit en officiell inbjudan till utställningen Personal Spaces på European Culture Centre under Venedigbiennalen 2024. I samband med skapandet av "The 4 elements" skapades även en dokumentär som följer arbetet och förklarar projektets koppling till klimathotet och mål kring folkbildning om klimatkrisen, skapad av filmaren Vassili Neplokh som även gjort komposition och ljuddesign till projektet.

## Utställningar i urval
- På insidan av ögonlocken. Måleri och skulptur. Norraskolan Art gallery, Brantevik, Sverige, 2005
- RED. Måleri, filminstallation och skulptur. MårtenPers Källa Art gallery, Brantevik, Sverige, 2006
- Jord, Eld och Vatten. Måleri, videoinstallation, dans och skulptur. MårtenPers Källa Art gallery, Brantevik, Sverige, 2006
- The Cycle. Måleri, videoinstallation, land-art och foto. MårtenPers Källa Art gallery, Brantevik, Sverige, 2006 – 2007
- Red hot tango painting. Måleri, videoinstallation. tangodansare. Skeppet, Simrishamn, Sverige, 2007
- The tango painter. Måleri, videoinstallation. Gallery Greger, Stockholm, Sverige, 2007
- Carl von Linné-jubileet. Utomhusinstallation. Ingvar Strandhs Blomsterskola, Oxie, Sverige, 2007
- Ticktock-ticktock. Isinstallation utomhus. Brantevik, Sverige, 2008
- Fascination du serpent. Måleri. Brantevik, Sverige, 2009
- Fascination du serpent. Måleri. Karnelund, Gislöv, Sverige, 2009
- Ljuset. Live performance tillsammans med konstnär Gittan Jönsson. Brantevik, Sverige, 2009
- Korsande. Måleri och skulptur med Bert Johansson, Esmé Alexander, och Ludvig Löfgren. MårtenPers Källa, Brantevik, Sverige, 2011
- Cyclus Eld. Eldskulptur. Brantevik, Sverige, 2019[8]
- Fire. Installation eldskulptur. Brantevik, Sverige, 2020
- The 4 elements. Brantevik, Sverige, 2020
- The 4 elements: WATER, Biennale of Contemporary Art, Seychellerna, 2022[5]

## Offentliga verk i urval
- Grand Hôtel Copenhagen, Köpenhamn, Danmark. Måleri.
- Savoy hotel, Malmö, Sverige. Måleri.
- Casino Cosmopol, Malmö, Sverige. Måleri.
- SAS Radisson, Malmö, Sverige. Måleri.
- Ingvar Strandhs Blomsterskola, Malmö, Sverige. Freskmålning.
- Country Swedish, New York, NY, USA. Måleri.
- Enron, London, England. Måleri.
- Lunds Nation, Lund, Sverige. Måleri.
- Solliden Slottspark, Öland, Sverige. Freskmålning.[9]
- Stora hotellet, Gothards krog, Umeå, Sverige. Måleri.
- Rådhuset, Malmö, Sverige. Måleri.
- Hippodromen, Malmö, Sverige. Måleri.[10]
- Borgquistska Hattmuseum, Trelleborg, Sverige. Utomhusmålning.
- Grand Hôtel, Lund, Sverige. Takmålning.
- Teater 23, Malmö, Sverige. Mural takmålning.
- Internationella skolan, Lund, Sverige. Muralmålning.
- Sparbanksstiftelsen Finn, Lund, Sverige. Takmålning.